# Barbara von Österreich

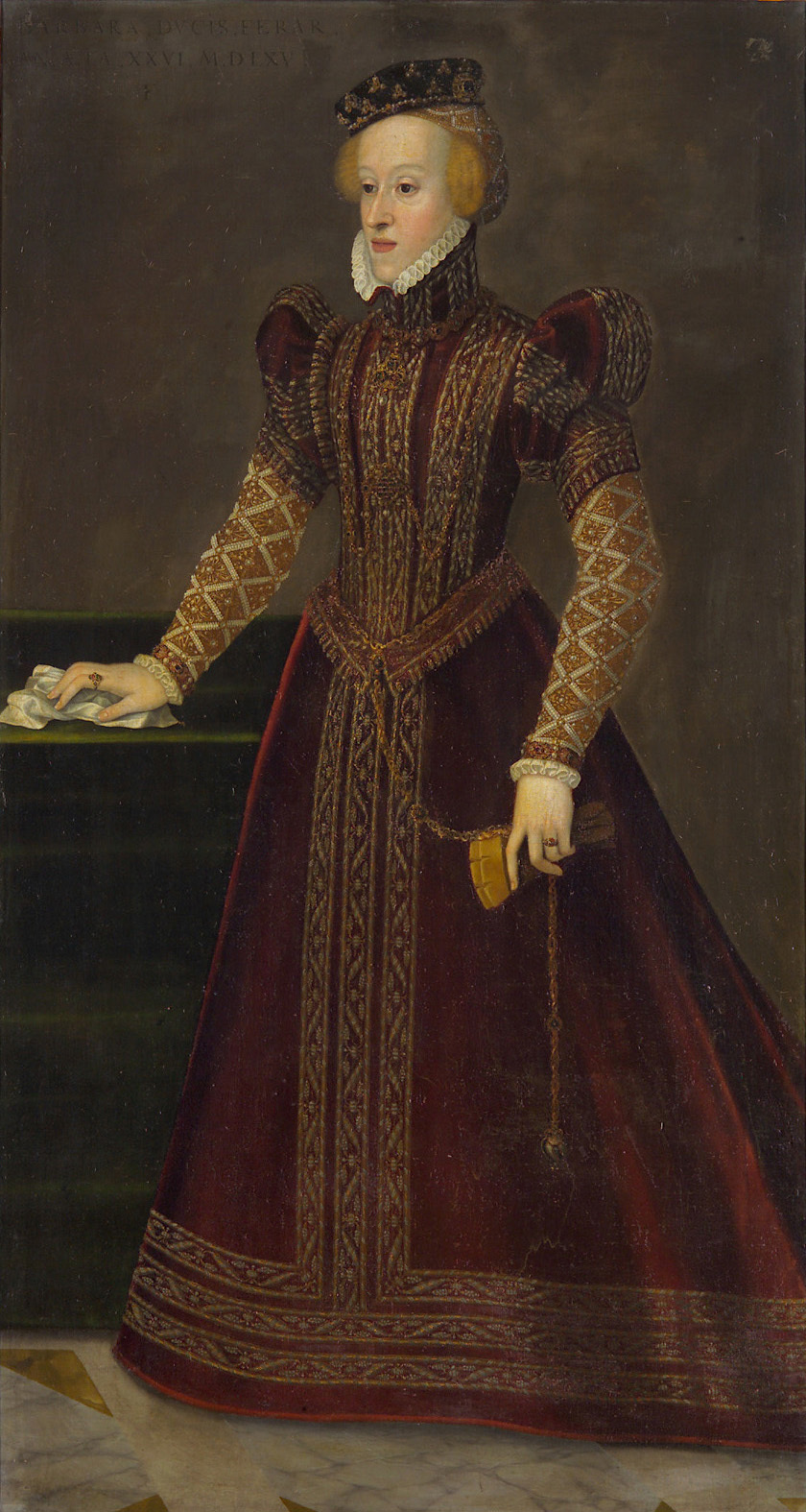
Erzherzogin Barbara von Österreich, Herzogin von Ferrara (Gemälde von Francesco Terzio, 1565)

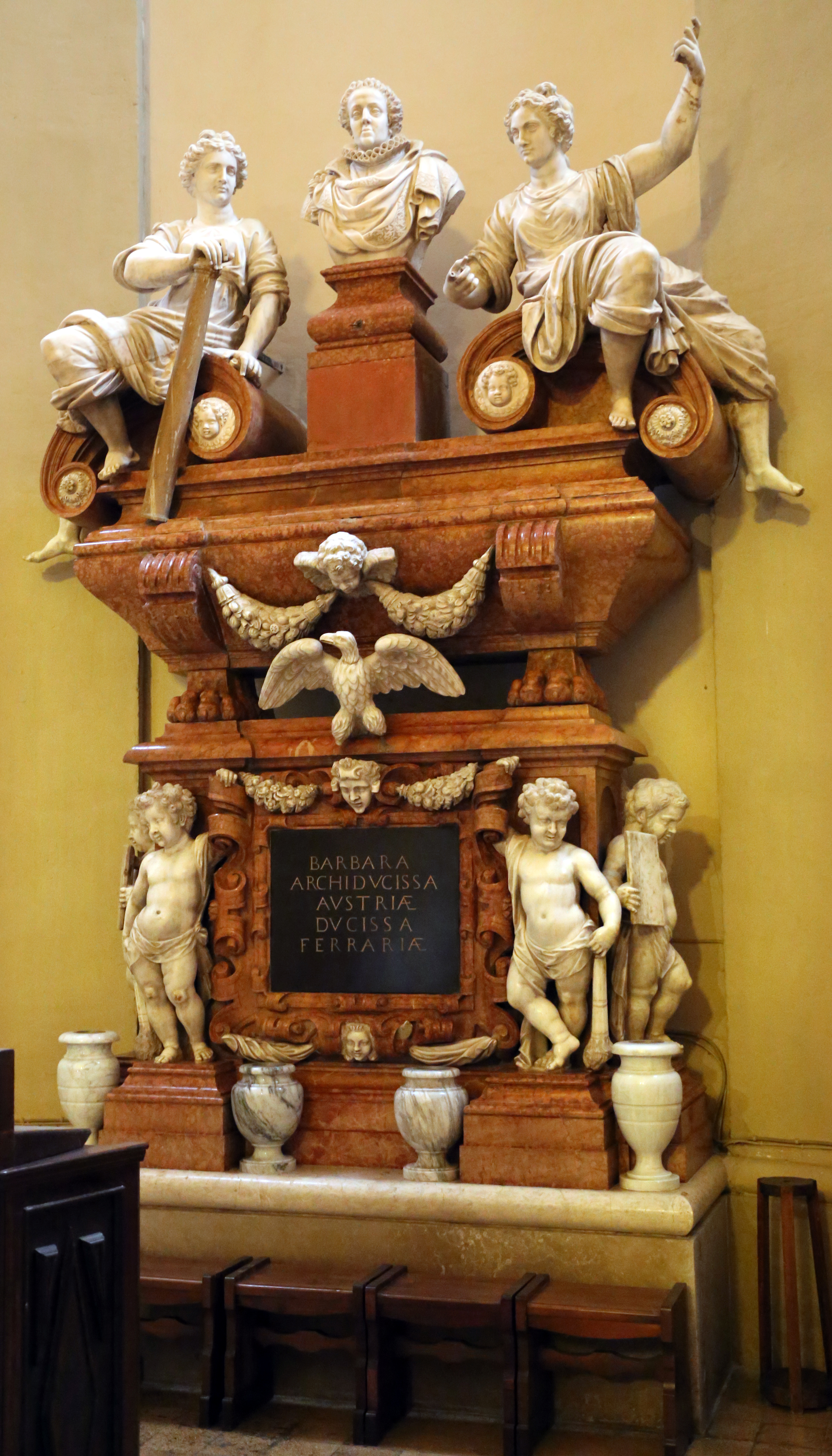
Grabdenkmal in der Chiesa del Gesù in Ferrara

Barbara von Österreich (* 30. April 1539 in Innsbruck; † 19. September 1572 in Ferrara) war Erzherzogin von Österreich. Sie war durch Heirat mit Alfonso II. d’Este vom 5. Dezember 1565 bis zu ihrem Ableben Herzogin von Ferrara, Modena und Reggio.

## Biografie
Barbara war das elfte der fünfzehn Kinder des späteren Kaisers Ferdinand I. (1503–1564) aus dessen Ehe mit Anna Jagiello (1503–1547), Tochter des Königs Vladislav II. von Böhmen und Ungarn. Barbara wurde in relativ einfachen Verhältnissen streng katholisch erzogen.
Am 5. Dezember 1565 heiratete die bereits 25-jährige Barbara in Ferrara als dessen zweite Gemahlin Alfonso II. d’Este, Herzog von Ferrara, Modena und Reggio (1533–1597). Die Habsburger verfolgten mit dem Eheprojekt eine Verhinderung der weiteren Annäherung des Hauses d’Este an Frankreich, die durch die Ehe von Alfonsos Eltern vertieft worden war. Der Vermählung waren mehrjährige Verhandlungen vorangegangen, da sich Alfonso ursprünglich um Barbaras acht Jahre jüngere und attraktivere Schwester Johanna bemühte. Die Ehe blieb kinderlos. Torquato Tasso, der an den Hof von Ferrara berufen wurde und während Barbaras Hochzeitsfeierlichkeiten, die mit großer Prachtentfaltung begangen wurden, am Hof eintraf, widmete ihr einige Sonette.
In Ferrara stiftete Barbara nach einem Erdbeben im Jahre 1570 das nach ihr benannte Waisenhaus Santa Barbara, für das sie 1572 auch ein Oratorium einrichtete, aus dem später die Kirche Santa Barbara hervorging. Schon im Alter von 33 Jahren starb sie an Tuberkulose, an der sie bereits 1566 erkrankt war.